# 藤井郁美
 藤井郁美（ふじい いくみ、旧姓:井上、 1982年11月2日 - ）は、神奈川県横浜市出身の女子車いすバスケットボール選手。ポジションはフォワード。現在は男女混成車いすバスケットボールチーム宮城MAXと、女子車いすチームのSCRATCHでプレーしている。車いすバスケットボール女子日本代表共同キャプテン。夫は元車いす男子日本代表の藤井新悟。

## 来歴
小学校3年生のとき、バスケットボールを始める。中学生のときのポジションはガードで、3年生時の県大会でベスト4に進出。強豪校からの推薦が来るほどの選手であったが、中学卒業直前に骨肉腫が見つかり、右脚のひざと、大腿の一部を切断することになった。退院後、推薦ではない別の高校に1年遅れで進学し、女子バスケ部のマネージャーを務めていた。
2002年、20歳の時、車いすバスケットボールと出会い、競技を始める。
2005年、車いすバスケットボール女子日本代表に選出され、アジアオセアニアチャンピオンシップスで国際大会に初出場した。
2006年にオランダで開催されたIWBF車いすバスケットボール世界選手権に出場。大会期間中に高確率でアウトサイドシュートを決めるアメリカのジェニファー・ハウイットのプレーに衝撃を受け、帰国後により高い練習レベルを求め、当時は男子選手しか所属していなかった宮城MAXに入団。
2007年、国際親善女子車いすバスケットボール大阪大会は全試合スタメンを務めた。
2008年、北京パラリンピックに出場し、4位入賞の原動力となった。
宮城マックスのチームメイトの藤井新悟と結婚し、2014年に母となった後も周囲やチーム関係者の協力を得て競技を続けた。
2017年、第45回日本車いすバスケットボール選手権大会 でベスト5を受賞。
2018年、アジアパラ競技大会前から日本代表キャプテンに就任。
2021年、東京パラリンピックに出場。

## プレースタイル
宮城マックスでアウトサイドシュート力、フェイドアウェイシュートを身に着けた。アピールポイントはクイックで打てるアウトサイドシュート。

## 日本代表歴
- 2006 IWBF車いすバスケットボール世界選手権 6位
- 2008 北京パラリンピック 4位
- 2010 世界選手権 7位
- 2010 アジアパラ競技大会 優勝
- 2018 アジアパラ競技大会 準優勝
- 2021 東京パラリンピック 6位